# Минстер (Дибург)
Минстер (њем. Münster) општина је у њемачкој савезној држави Хесен. Једно је од 23 општинска средишта округа Дармштат-Дибург. Према процјени из 2010. у општини је живјело 14.160 становника. Посједује регионалну шифру (AGS) 6432015.

## Географски и демографски подаци
Минстер се налази у савезној држави Хесен у округу Дармштат-Дибург. Општина се налази на надморској висини од 137 метара. Површина општине износи 20,8 km². У самом мјесту је, према процјени из 2010. године, живјело 14.160 становника. Просјечна густина становништва износи 682 становника/km².

## Међународна сарадња
| Мјесто  | Држава   | Врста сарадње | Од    |
| ------- | -------- | ------------- | ----- |
| Абтенау | Аустрија | партнерство   | 1970. |
| Извор   |          |               |       |